# فعالیت فراطبیعی (فیلم)
فعالیت فراطبیعی (به انگلیسی: Paranormal Activity) فیلمی در ژانر ویدئوی پیداشده و ترسناک فراطبیعی به نویسندگی، تهیه‌کنندگی و کارگردانیِ اورن پلی و محصول سال ۲۰۰۷ آمریکا است که اولین قسمت از مجموعه فعالیت فراطبیعی می‌باشد. این فیلم برای اولین بار در جشنواره فیلم‌های ترسناک اسکریمفست آمریکا در ۱۴ اکتبر ۲۰۰۷ به نمایش گذاشته شد و در ۱۸ ژانویهٔ ۲۰۰۸ در جشنوارهٔ فیلم اسلَم‌دَنس ارائه شد. این فیلم به‌صورت اکران محدود نیز در چندین شهر آمریکا در ۹ اکتبر ۲۰۰۹ منتشر شد، و در ۱۶ اکتبر ۲۰۰۹ در سرتاسر کشور اکران شد.
اورن پلی پیشنهاد ساخت این فیلم را به چندین کمپانی برای سرمایه‌گذاری داد اما هربار به بهانه ای رد شد. وی تصمیم گرفت که فیلم را با هزینه شخصی و دوستش جیسون بلوم بسازد. وی این فیلم را در خانه خودش و با کمترین امکانات ساخت. فعالیت فراطبیعی بر اساس بازده سرمایه‌گذاری پرسودترین فیلمی است که تاکنون ساخته شده؛ با بودجهٔ تولید ۱۵٬۰۰۰ دلار، چیزی در حدود ۲۰۰ میلیون دلار فروش کرده‌است.

## داستان
یک زوج جوان از طبقهٔ متوسط به خانه‌ای در حومهٔ شهر نقل‌مکان می‌کنند، اما حضور نیرویی در نیمه‌های شب، که ممکن است شیطانی باشد، آرامششان را برهم می‌زند. هرچه می‌گذرد، فعالیت‌های مرموز این نیرو بیشتر و بیشتر می‌شود، به‌ویژه وقت‌هایی که زوج جوان در خوابند.
کیتی و دوست‌پسرش، میکا، سه سال است با هم زندگی می‌کنند که ناگهان درمی‌یابند وقتی خوابند، نیرویی آن‌ها را تسخیر می‌کند. کیتی به میکا اعتراف می‌کند که از وقتی ۸ ساله بوده حضور این نیرو را احساس می‌کرده‌است. میکا اعتقادی به نیروی شیطانی ندارد و دوربینی می‌خرد تا فعالیت‌های شبانهٔ آن را ضبط کند. کیتی از یک متخصص ارواح به نام فردریکس کمک می‌خواهد. فردریکس هم حضور شیطان را احساس می‌کند و به آن‌ها توصیه می‌کند با یکی از دوستانش تماس بگیرند.

## بازیگران
- کیتی فدرستن در نقش کیتی
- میکا اسلوات در نقش میکا
- مارک فدریش در نقش دکتر فردریش
- امبر آرمسترانگ در نقش کهربا
- اشلی پالمر در نقش دایان
- اسپنسر در نقش دکتر یوهان آویز مارک

## دنباله
ادامه‌ای بر این فیلم با عنوان فعالیت فراطبیعی ۲ در ۲۲ اکتبر ۲۰۱۰ اکران شد.